# Хазнадар, Мухаммад аш-Шадли
Мухаммад аш-Шадли Хазнадар (араб. الشاذلي خزندار‎; 1881, близ Туниса — 1954) — арабский политик, тунисский поэт. Зачинатель современной тунисской поэзии. В 1919 году был провозглашён «эмиром поэтов» Туниса.
Родился в семье мамлюкского происхождения.
Получил хорошее образование. Выступал против французской колониальной политики, примыкал к партии «Дестур» до начала 1930-х гг., позднее (до 1946) — обновлённой партии «Дестур», возглавившей движение за независимость от Франции. 
Часто подвергался репрессиям, но продолжал политическую борьбу. Первый диван опубликовал в 1923 г. 
Писал на арабском языке. Творчество поэта формально относится к традиционной школе, но многие его произведения созвучны течению мусульманских модернистов — Салафия.
Идеализировал прошлое арабов (стихотворение «Призыв») и в особенности деяния правоверных халифов, без которых не представлял современный прогресс. 
Автор утончённой лирики.